# Entertainment shopping
Entertainment shopping – zjawisko oznaczające zakupy połączone z zabawą. Sformułowanie to stosowane jest zazwyczaj w kontekście internetowych serwisów aukcyjnych. Ceny produktów są tam mniejsze niż ich wartość rynkowa. Część aukcji rozpoczyna się już od 0 złotych, a cena rośnie wraz z każdym przebiciem o niewielką kwotę (np. o 1 grosz). Kupowanie przez internet jest nie tylko tańsze, ale również wygodne. Dzięki emocjom towarzyszącym aukcji zakupy online stają się też źródłem rozrywki.

## Entertainment shopping a aukcje online
Wyrażeniem entertainment shopping często opisuje się aukcje online, które są alternatywą dla tradycyjnych zakupów. Przede wszystkim kupowanie przez internet uznaje się za wygodniejsze niż nabywanie produktów w zwykłych sklepach czy galeriach handlowych. Dostępność produktów drogą online wpływa też na przyspieszenie wyboru i zakupu produktu. Zwraca się również uwagę na emocje towarzyszące licytacjom – emocje te rodzą się pod wpływem aukcyjnej rywalizacji.
Zjawisko entertainment shopping występuje również na tzw. aukcjach groszowych. Na aukcjach tych ceny przy każdym przebiciu rosną o niewielką kwotę. Nawet jeśli licytacja trwa długo, cena i tak wydaje się atrakcyjna. Dlatego uczestnicy tak chętnie wykonują kolejne przebicia i walczą o produkt z innymi osobami.  Śledzenie ruchów przeciwników, przebijanie ich ofert, rosnąca adrenalina, obserwacja aukcyjnego zegara – między innymi te czynniki pozwalają na kojarzenie aukcji groszowych z rozrywką. Ludzie chętnie biorą udział w aukcjach groszowych, ponieważ mogą połączyć zdobywanie nowych produktów z zabawą.